# 69 (số)
69 (sáu mươi chín; LXIX) là số tự nhiên liền sau số 68 và liền trước số 70. Đây là số lẻ, là hợp số chia hết cho 1, 3, 23 và 69. Ngoài ra, 69 còn là số nửa nguyên tố vì đây là tích của chính xác hai số nguyên tố (3 và 23) và một interprime vì 69 là trung bình cộng của hai số nguyên tố liên tiếp là 67 và 71. Vì 69 không chia hết cho bất kỳ số chính phương nào ngoài 1 nên được phân loại là số nguyên không chứa chính phương (square-free integer). 69 cũng là số nguyên Blum (Blum integer) vì hai thừa số của 69 đều là số nguyên tố Gauss. Trong lý thuyết số, 69 là số không trọn vẹn (deficient number), arithmetic number (tạm dịch: số số học) và số đồng dư (congruent number).
Số 69 còn được sử dụng để mô tả một tư thế quan hệ tình dục trong đó hai đối tác thay đổi vị trí sao cho có thể đồng thời quan hệ tình dục bằng miệng. Do đó 69 trở thành meme Internet, mỗi lần nhắc đến thì có thể gây cười và khiến người nghe dành sự tập trung nhất định tới con số này.

## Trong toán học
69, sáu mươi chín, số La Mã là LXIX,  là số tự nhiên liền sau 68 và liền trước 70. Đây là một số lẻ, chia hết cho 1, 3, 23 và 69. 69 là hợp số, nghĩa là nó không phải là số nguyên tố. 69 còn là số may mắn (lucky number) vì nó là số tự nhiên còn sót lại sau nhiều lần loại bỏ tất cả các số đứng vị trí thứ n trong dãy số tự nhiên, bắt đầu từ 1.  69 còn là số nửa nguyên tố vì là tích của hai số nguyên tố (phân tích ra thừa số nguyên tố: {\displaystyle 69=3\times 23}), và một interprime vì là trung bình cộng giữa hai số nguyên tố 67 và 71. Tổng ước số thực sự (tức là tổng của tất cả các ước số của một số, không bao gồm chính số đó) của 69 là 27 ({\displaystyle 27=23+3+1}). 69 thuộc dãy số ước số thực sự (aliquot sequence, là dãy số trong đó mỗi số trong dãy là tổng ước số thực sự của số trước đó), đó là dãy: 69, 27, 13, 1, 0. Số 69 là hợp số thứ ba trong cây ước số 13 (13-aliquot tree), trong "cây" này, hợp số thứ nhất là 27 (ước số của 27 là 1; 3; 9; 27; mà {\displaystyle 1+3+9=13}) và hợp số thứ hai là 35 (ước số của 35 là 1; 5; 7; 35; mà {\displaystyle 1+5+7=13}).
Bởi vì 69 không chia hết cho bất kỳ số chính phương nào ngoài 1 nên được phân loại là số nguyên không chứa chính phương. 69 là số nguyên Blum vì hai thừa số của 69 (13 và 3) đều là số nguyên tố Gauss và số Ulam (số Ulam là số nguyên bằng tổng của hai số Ulam riêng biệt xuất hiện trước đó trong một chuỗi).   69 là số không trọn vẹn (deficient number) vì tổng các ước số thực sự của 69 (không bao gồm chính số 69) nhỏ hơn chính số đó (chính là 69). 69 còn là arithmetic number (tạm dịch: số số học), vì đây là một số nguyên mà trung bình cộng các ước dương là một số nguyên. 69 là số đồng dư (congruent number) vì đây là số nguyên dương có giá trị bằng diện tích của một tam giác vuông có độ dài ba cạnh là một số hữu tỉ. 69 có thể được biểu diễn dưới dạng tổng của các số nguyên dương liên tiếp theo nhiều cách ({\displaystyle 69=9+10+11+12+13+14=34+35}) cho nên 69 còn là polite number (tạm dịch: số "lịch sự").
Trong hệ thập phân, 69 là số tự nhiên duy nhất có bình phương (4761) và lập phương (328509) sử dụng mọi chữ số từ 0 đến 9 đúng một lần. Đây cũng là số lớn nhất có giai thừa nhỏ hơn googol (10100). Trên nhiều máy tính bỏ túi, 69! (1,711224524 ×1098) là giai thừa cao nhất có thể tính được do giới hạn bộ nhớ. Trong hê nhị phân (hệ cơ số 2) {\displaystyle 69_{10}=1000101_{2}}, trong hệ bát phân (hệ cơ số 8), {\displaystyle 69_{10}=105_{8}}, trong khi đó ở hệ thập lục phân (hệ cơ số 16), {\displaystyle 105_{10}=69_{16}} (sự tương đồng này có thể được áp dụng cho tất cả các số từ 64 đến 69). Trong điện toán, 69 bằng 2120 ở hệ tam phân (hệ cơ số 3); 153 ở hệ lục phân (hệ cơ số 6); và 59 ở hệ thập nhị phân (hệ cơ số 12).
Nhìn bề ngoài, 69 là một số strobogrammatic (một số có giá trị không đổi khi xoay số đó 180 độ).

## Trong các lĩnh vực khác
Trong hóa học, 69 là số nguyên tử của kim loại thulium, một nguyên tố thuộc họ lanthan hiếm. Trong thiên văn học, thiên thể Messier M69 là một cụm sao cầu trong chòm sao Cung Thủ; 69 Hesperia là một tiểu hành tinh ở vành đai tiểu hành tinh. NGC 69 là tên gọi được đặt cho một thiên hà dạng hạt đậu nằm trong thiên hà Andromeda. Trong ASCII, 69 là số thập phân cho ký tự E viết hoa.
"69" còn minh họa cho một tư thế quan hệ tình dục trong đó mỗi đối tác tự điều chỉnh vị trí để đồng thời quan hệ tình dục bằng miệng với nhau. Liên quan đến hành vi tình dục này, bản thân con số 69 đã trở thành một meme Internet như một con số hay gây cười và gây nên sự chú ý, thường ngụ ý một cách hài hước đến tư thế quan hệ tình dục. Trong âm nhạc, rapper người Mỹ 6ix9ine (phát âm là "six nine") đã chọn nghệ danh này để ám chỉ tư thế quan hệ tình dục, cũng như là biểu tượng âm dương.